# 대한민국 헌법 제110조
대한민국 헌법 제110조는 대한민국 헌법의 조항으로, 총 4항으로 되어있다.

## 조항
①군사재판을 관할하기 위하여 특별법원으로서 군사법원을 둘 수 있다.

②군사법원의 상고심은 대법원에서 관할한다.

③군사법원의 조직, 권한 및 재판관의 자격은 법률로 정한다.

④비상계엄하의 군사재판은 군인·군무원의 범죄나 군사에 관한 간첩죄의 경우와 초병·초소·유독음식물공급·포로에 관한 죄중 법률이 정한 경우에 한하여 단심으로 할 수 있다. 다만, 사형을 선고한 경우에는 그러하지 아니하다.

## 판례
헌법 제110조 제1항의 의미는 군사법원을 일반법원과 조직 권한 또는판관의 자격을 달리하여 특별법원으로 설치할 수 있다는 뜻으로 해석이가능하므원 을 설치함에 있어서 군사법원의 특수성을 고려하여 그 조직 권한 및 재판관의 자격을 일반법원과 달리 정하는 것은 헌법적으로 허용된다